# Dirphya adorata
Dirphya adorata là một loài bọ cánh cứng trong họ Cerambycidae.